# Paihuano
Paihuano ou Paiguano est une  ville et une commune du Chili de la province d'Elqui, elle-même située dans la région de Coquimbo.
En 2016, sa population s'élevait à 4 492 habitants. La superficie de la commune est de 1 495 km² (densité de 3).
La poétesse chilienne Gabriela Mistral, prix Nobel de littérature 1945, a vécu  dans le hameau de Montegrande situé sur la commune. 

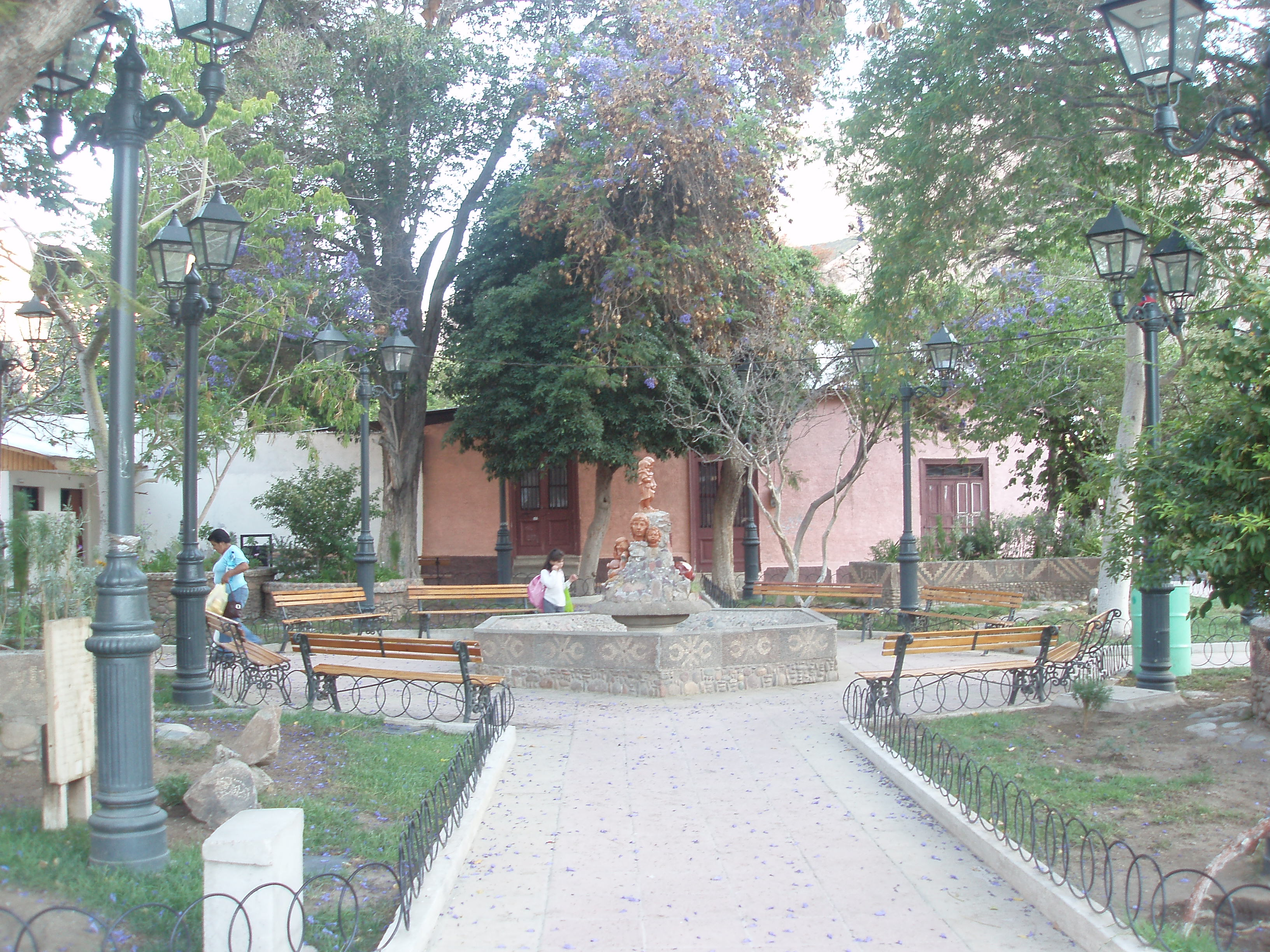
La place centrale de Paihuano.
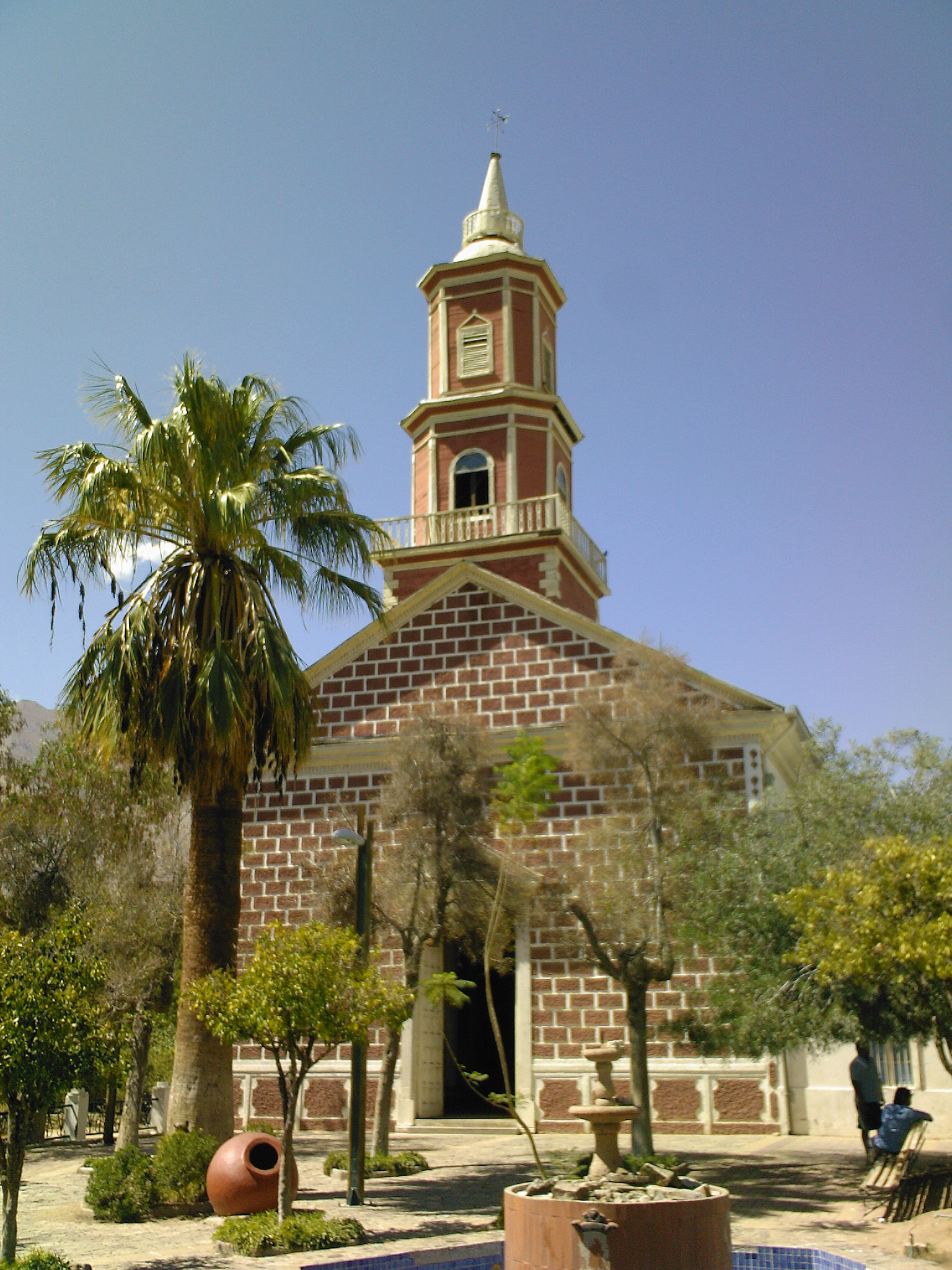
L'église de Montegrande.
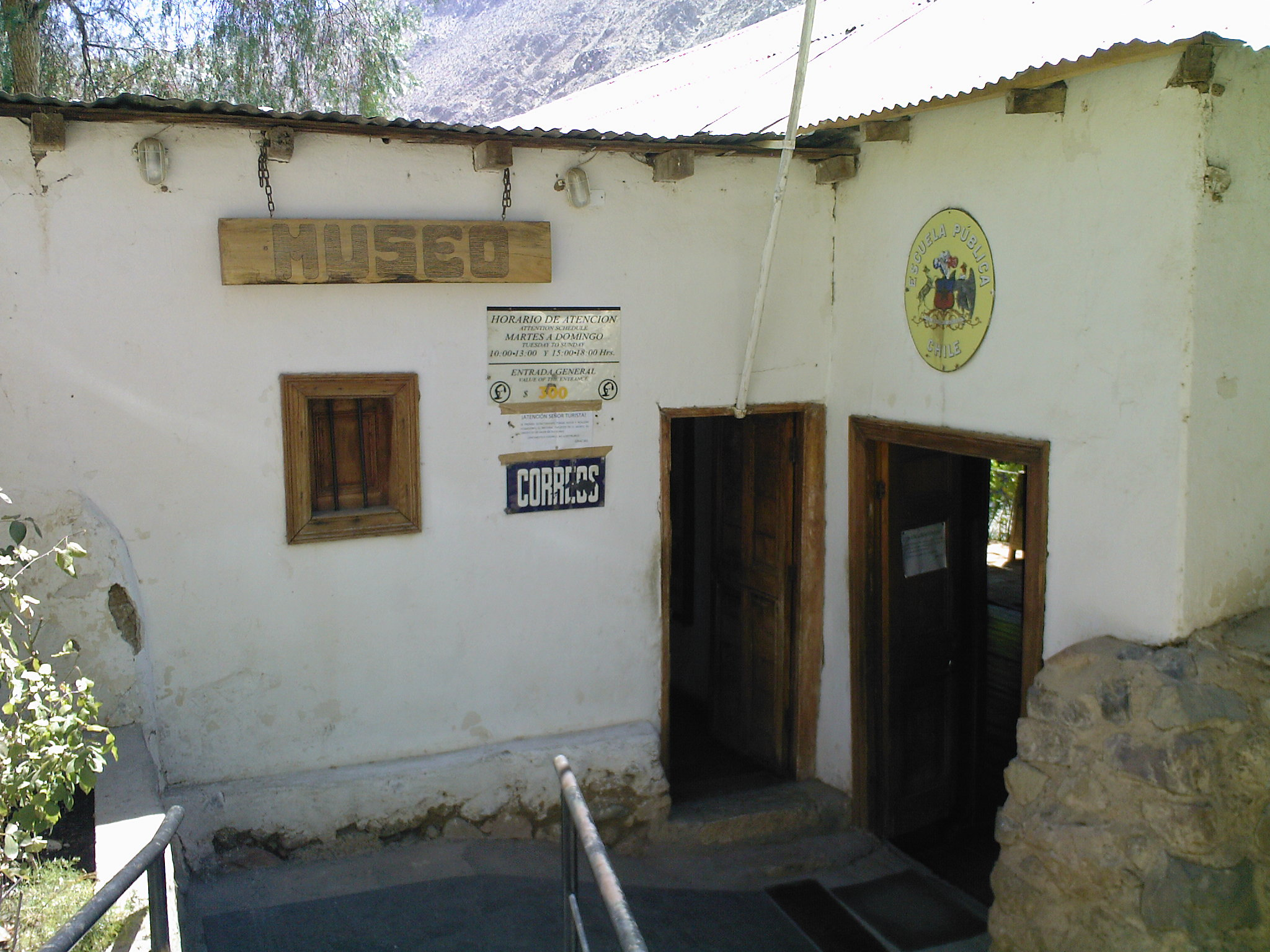
L'école rurale de Montegrande, lieu où Gabriela Mistral, Prix Nobel de littérature 1945 a vécu et étudié.